# SINGER 5
『SINGER 5』(シンガー・ファイブ)は演歌歌手、島津亜矢のカバー・アルバム。

## 解説
2010年より発売がなされたカバー・アルバム・シリーズの第5弾となり、前作『SINGER 4』より約1年ぶりの発売となる。
アルバム『島津亜矢 2019年全曲集』との同時発売となっている。
2019年5月1日より元号が平成から令和に改元されたため、島津のアルバム作品としては本作が平成最後の作品となる。
本作は『第60回日本レコード大賞』にて企画賞を受賞している。

## 収録曲
1. THROUGH THE FIRE
作詞・作曲：デイヴィッド・フォスター、トム・キーン、シンシア・ワイル
編曲：石倉重信
チャカ・カーンのカバー
2. DESIRE -情熱-
作詞：阿木燿子
作曲：鈴木キサブロー
編曲：周防泰臣
中森明菜のカバー
3. ごめんね…
作詞：髙橋真梨子
作曲：水島康宏
編曲：田代修二
髙橋真梨子のカバー
4. リバーサイドホテル
作詞・作曲：井上陽水
編曲：長岡道夫
井上陽水のカバー
5. メロディー
作詞・作曲：玉置浩二
編曲：大久保明
玉置浩二のカバー
6. STAND BY ME
作詞・作曲：ベン・E・キング、ジェリー・リーバーとマイク・ストーラー
編曲：田代修二
ベン・E・キングのカバー
7. 22才の別れ
作詞・作曲：伊勢正三
編曲：田代修二
風のカバー
8. Forever Love
作詞・作曲：YOSHIKI
編曲：周防泰臣
X JAPANのカバー
9. LULLABY OF BIRDLAND
作詞：ジョージ・デイヴィッド・ウェイス(BY Forster)
作曲：ジョージ・シアリング
編曲：大久保明
サラ・ヴォーンのカバー
10. やさしいキスをして
作詞：吉田美和
作曲：中村正人
編曲：周防泰臣
DREAMS COME TRUEのカバー
11. 大空と大地の中で
作詞・作曲：松山千春
編曲：田代修二
松山千春のカバー
12. ルージュの伝言
作詞・作曲：荒井由実
編曲：田代修二
荒井由実のカバー
13. 木蘭の涙
作詞：山田ひろし
作曲：柿沼清史
編曲：吉田弥生
スターダストレビューのカバー
14. 奏
作詞・作曲：スキマスイッチ
編曲：周防泰臣
スキマスイッチのカバー
15. First Love
作詞・作曲：宇多田ヒカル
編曲：周防泰臣
宇多田ヒカルのカバー
16. 誕生
作詞・作曲：中島みゆき
編曲：田代修二
中島みゆきのカバー